# Ульріке Пріллер
Ульріке Пріллер (нім. Ulrike Priller; нар. 6 січня 1973) — колишня австрійська тенісистка.
Найвищу одиночну позицію світового рейтингу — 182 місце досягла 9 липня 1990, парну — 423 місце — 15 липня 1991 року.
Здобула 4 одиночні титули.

## Фінали ITF
| Турніри $25,000 |
| Турніри $10,000 |

### Одиночний розряд: 6 (4–2)
| Результат | Ранг | Дата              | Турнір                   | Покриття | Суперниця                  | Рахунок       |
| --------- | ---- | ----------------- | ------------------------ | -------- | -------------------------- | ------------- |
| Перемога  | 1.   | 19 червня 1989    | Фельден, Австрія         | Ґрунт    | Бірґіт Армінґ              | 7–5, 6–1      |
| Поразка   | 1.   | 11 вересня 1989   | Памплона, Іспанія        | Ґрунт    | Клаудія Чабалгойті         | 3–6, 3–6      |
| Перемога  | 2.   | 11 листопада 1991 | Ріо-де-Жанейро, Бразилія | Ґрунт    | Марія Хосе Гайдано         | 6–3, 6–4      |
| Поразка   | 2.   | 13 листопада 1995 | Каїр, Єгипет             | Ґрунт    | Гіла Розен                 | 3–6, 2–6      |
| Перемога  | 3.   | 5 лютого 1996     | Майорка, Іспанія         | Ґрунт    | Роса Марія Андрес Родрігес | 3–6, 6–4, 6–3 |
| Перемога  | 4.   | 1 квітня 1996     | Афіни, Греція            | Ґрунт    | Катерина Сисоєва           | 2–6, 6–3, 6–2 |